# Qantassaurus
Qantassaurus (лат.) — род растительноядных динозавров из инфраотряда орнитопод. Типовой и единственный вид — Qantassaurus intrepidus. Обитали в течение части нижнемеловой эпохи (125,45—122,46 млн лет назад) на территории современного штата Виктория (Австралия).

## Описание
Останки были найдены 27 февраля 1996 года добровольцем Николь Эверед во время раскопок в рамках Dinosaur Dreaming Project, организованных Университетом Монаша и Национальным музеем Виктории. Вид Quantassaurus intrepidus был описан в 1999 году супругами Патрисией Викерс-Рич и Томом Ричем. Название рода дано в честь авиакомпании QANTAS. Видовое название intrepidus означает на латинском языке «бесстрашный», ссылаясь на обитание животных в холодном климате.
Qantassaurus являлся травоядным динозавром, передвигавшимся на двух ногах. Грегори С. Пол в 2010 году оценил длину в 2 метра и вес около 12 килограммов.

## Систематика
Род был отнесён супругами Рич в семейство Hypsilophodontidae. В 2004 году Norman и др. перенёсли Qantassaurus в кладу Euornithopoda, а в 2010 году Agnolin и др. в ходе филогененетического анализа австралийских и новозеландских динозавров установили, что род занимает базальное положение в инфраотряде орнитопод.